# Усадьба Плятеров (Городец)
Усадьба Плятеров — историческое здание и дворцово-парковый комплекс конца XVIII — начала XIX вв. в деревне Городец Шарковщинского района, памятник архитектуры (номер 212Г000836). Расположена к югу от деревни, на берегу Мнюты.

## История
Усадьба построена на рубеже XVIII—XIX вв. Окончательно сформировалась во второй половине XIX века, когда ей владели Зиберг-Плятеры. Оформление фасадов и планировка главного дома изменены в начале XX века. В советское время в усадебном доме размещалась контора колхоза «Городец».

## Архитектура
В состав усадебного комплекса, помимо главного дома, входят часовня, жилые и хозяйственные постройки, а также парк. Главный дом построен в стиле классицизма, представляет собой кирпичное здание, двухэтажное в средней части с одноэтажными крыльями. Центральная часть здания оформлена четырёхколонным портиком. Оконные проёмы на фасаде украшены профилированными наличниками, а на втором этаже — пилястрами и сандриками. Часовня, находящаяся западнее дома, оформлена в неоготическим стиле. Планировка парка усадьбы использует живописные изгибы реки Мнюты. Перед усадебным домом — парадный двор с кругом в центре, с западной стороны от него была оранжерея (не сохранилась). Въездные ворота на главной оси усадьбы состоят из четырёх кирпичных пилонов, украшенных вставками из бутового камня. Служебные постройки выстроены из бутового камня, их украшают кирпичные лопатки, наличники. Собственно пейзажный парк размещался в пойме, на двух берегах реки.